# Аббан из Абингдона
Аббан (IV век) — святой Римско-католической церкви, отшельник из Абингдона. День памяти — 13 мая.
Святой отшельник Аббан почитаем в Абингдоне (Беркшир в Оксфордшире, Англия), хотя мало что известно о его жизни кроме того, что имеется в «Chronicon Monasterii de Abingdon». По преданию, он был ирландцем, которые поселился на Кабаньем холме (Boar’s Hill) возле Абингдона после воцарения короля Вортигерна. Место его уединения привлекло многих последователей, которые после его смерти образовали в самом Абингдоне большой монастырь.
Рукопись «Chronicon Monasterii de Abingdon» относится к XIII веку. Имеется мнение, что топоним Абингдон происходит от имени святого Аббана, хотя, согласно другому мнению, этот топоним происходит от имени святой Эббы, в честь которой освящён храм в Оксфорде.
Святой Аббан упоминается в житиях ирландских святых. Имеется мнение, что он является одним лицом со святым Аббаном из Келл Аббана.